# Bziny
Bziny (ungarisch Bezine – bis 1888 Bzine) ist eine Gemeinde in der Nord-Mitte der Slowakei mit 598 Einwohnern (Stand 31. Dezember 2024), die im Okres Dolný Kubín innerhalb des Žilinský kraj und zugleich in der traditionellen Landschaft Orava liegt.

## Geographie
Die Gemeinde befindet sich am linken Ufer der Orava im Bergland Oravská vrchovina. Das Ortszentrum liegt auf einer Höhe von 502 m n.m. und ist fünf Kilometer von Dolný Kubín entfernt.
Nachbargemeinden sind Dolný Kubín (Stadtteil Kňažia) im Norden, Medzibrodie nad Oravou im Nordosten, Pucov im Osten und erneut Dolný Kubín (Stadtteile Dolný Kubín und Mokraď) im Süden und Westen.

## Geschichte
Der Name des Ortes leitet sich vom slowakischen Namen für Holunder, baza, her.
Die erste schriftliche Erwähnung ist im Jahr 1345 nachweisbar; damals lautete die Ortsbezeichnung Bazina. Nach 1379 entstand neben dem existierenden bäuerlichen Dorf ein neues walachisches Dorf. 1420 gehörte die ganze Ortschaft zum Herrschaftsgebiet der Arwaburg. Wegen der Lage an der königlichen Hauptstraße kam es im 17. Jahrhundert wegen Standes- und Kuruzenaufständen zu mehrfachen Verwüstungen. 1828 zählte man 84 Häuser und 599 Einwohner, die als Landwirte, Holzverarbeiter und Steinmetze beschäftigt waren.
Bis 1918 gehörte der im Komitat Arwa liegende Ort zum Königreich Ungarn und kam danach zur Tschechoslowakei beziehungsweise heute Slowakei.
Von 1971 bis 1993 war Bziny ein Stadtteil von Dolný Kubín.

## Bevölkerung
| Jahr                | 1994 | 2004     | 2014    | 2024    |
| ------------------- | ---- | -------- | ------- | ------- |
| Anzahl der Personen | 417  | 529      | 562     | 598     |
| Unterschied         |      | +26,85 % | +6,23 % | +6,40 % |

| Jahr                | 2023 | 2024    |
| ------------------- | ---- | ------- |
| Anzahl der Personen | 591  | 598     |
| Unterschied         |      | +1,18 % |

Gemäß der Volkszählung 2011 wohnten in Bziny 546 Einwohner, davon 533 Slowaken, zwei Tschechen und ein Pole. 10 Einwohner machte keine Angabe zur Ethnie.
495 Einwohner bekannten sich zur römisch-katholischen Kirche, fünf Einwohner zur Evangelischen Kirche A. B. und ein Einwohner zur orthodoxen Kirche; ein Einwohner bekannte sich zu einer anderen Konfession. 29 Einwohner waren konfessionslos und bei 15 Einwohnern wurde die Konfession nicht ermittelt.

## Bauwerke
- Römisch-katholische Kirche im klassizistischen Stil aus den Jahren 1805–1811